# Smith College
L'Smith College és una universitat d'arts liberals privada dels Estats Units, adreçada a dones i ubicada a Northampton, Massachusetts. És la més gran de les Seven Sisters. El 2015 l'U.S. News & World Report la va situar en el 19è lloc del rànquing de les millors Universitats d'Arts Liberals dels Estats Units.

## Història
El College va ser fundat el 1870 per Sophia Smith i va obrir les portes el 1875 amb 14 estudiants i sis professors. Quan va heretar una fortuna del seu pare a l'edat de 65 anys, Smith va decidir que emprar la seva herència per fundar una universitat per a dones era la millor manera de complir amb els seus desitjos tal com ho va expressar en el seu testament: "des d'ara faig les provisions següents per l'establiment i manteniment d'una Institució per l'educació superior de dones joves, amb el desig de dotar al meu sexe amb mitjans i facilitats per una educació igual a la que es permet als homes joves a les nostres universitats." Cap al 1915 el nombre d'estudiants inscrites era de 1724 i el de professors numeraris de 163. Actualment, amb unes 2600 universitàries al campus, i 250 estudiants que estudien fora del campus, l'Smith College és la universitat privada per a dones més gran dels EUA.

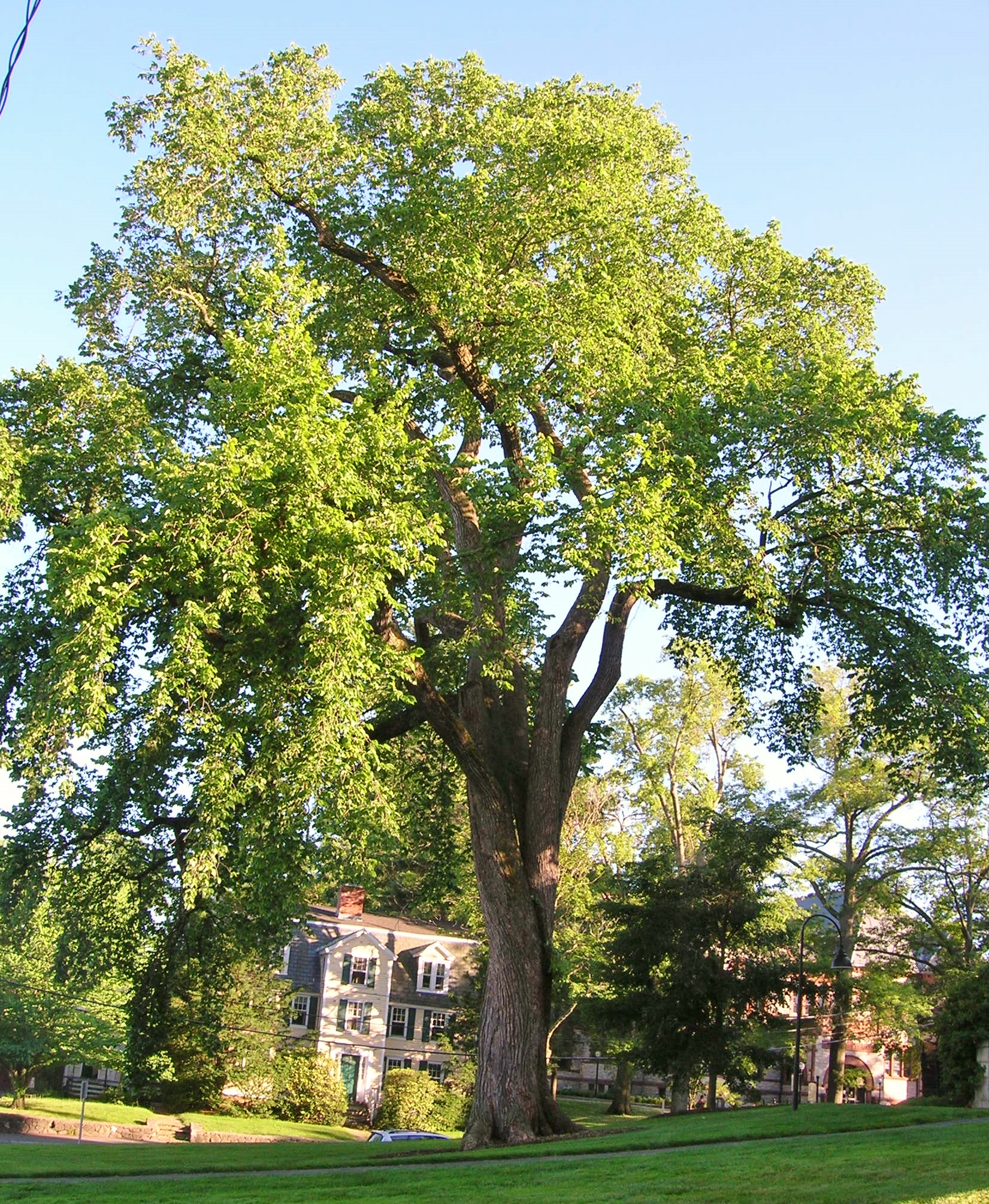
Un dels oms americans més vells del campus.

El campus va ser dissenyat i plantat als anys 1890 com a jardí botànic i arborètum, el va dissenyar Frederick Law Olmsted. L'extensió actual del campus és de 0,6 km² i inclou més d'1.200 varietats d'arbres i arbustos.
Entre les alumnes més notables de l'Smith College hi ha: Julia Childs (curs del 1934), xef de cuina i presentadora de televisió; la feminista Betty Friedan (curs del 1942); la que va ser primera dama dels EUA Nancy Reagan (curs del 1943); la feminista, activista i periodista Gloria Steinem (curs del 1956); la poeta Sylvia Plath (curs del 1955); l'economista Laura D'Andrea Tyson (curs del 1969), que va ser Directora del National Economic Council i la primera dona Degana de la London Business School; l'activista Yolanda King (curs del 1976), entre d'altres.

## Programes educatius
L'Smith College té 285 professors repartits en 41 departaments amb un ràtio professor:estudiant d'1:9. Va ser la primera universitat per a dones dels Estats Units en atorgar els seus propis graus universitaris en enginyeria. L'Smith College imparteix la seva pròpia formació a l'estranger (Junior Year Abroad, JYA) amb programes a quatre ciutats europees: París, Hamburg, Florència i Ginebra. Aquests programes es caracteritzen pel fet que tots els estudis s'imparteixen en la llengua del país amfitrió (a París i Ginebra són en francès) i en alguns casos les estudiants viuen amb famílies locals. Gairebé la meitat de les joves de l'Smith estudien a l'estranger, ja sigui a través de programes del JYA o be a altres ubicacions, més de 40, al voltant del món.
A través del Centre per Dones en Matemàtiques es convida a graduades d'altres institucions universitàries per estudiar a l'Smith College per un any, aquest programa, establert a la tardor de 2007 per les Professores Ruth Haas i Jim Henle, té l'objectiu de millorar les habilitats matemàtiques de dones joves a través del treball a l'aula, la recerca i la implicació en un departament centrat en les dones.